# میلان (فیلم ۱۹۹۵)
«میلان» (انگلیسی: Milan (1995 film)) یک فیلم است که در سال ۱۹۹۵ منتشر شد. از بازیگران آن می‌توان به جکی شروف اشاره کرد.